# Щаснівська сільська рада (Бобровицький район)
Ща́снівська сільська́ ра́да — адміністративно-територіальна одиниця та орган місцевого самоврядування в Бобровицькому районі Чернігівської області. Адміністративний центр — село Щаснівка.

## Загальні відомості
- Населення ради: 734 особи (станом на 2001 рік)

## Населені пункти
Сільській раді підпорядковані населені пункти:
- с. Щаснівка (398 осіб)
- с. Гарт (36 осіб)
- с. Осовець (300 осіб)

## Склад ради
Рада складається з 12 депутатів та голови.
- Голова ради: Лавриненко Людмила Григорівна
- Секретар ради: Жигалюк Оксана Миколаївна

### Керівний склад попередніх скликань
| Прізвище, ім'я, по батькові   | Основні відомості                                                         | Дата обрання | Дата звільнення |
| ----------------------------- | ------------------------------------------------------------------------- | ------------ | --------------- |
| Седляр Анатолій Серафимович   | Сільський голова, 1952 року народження, член Народної партії              | 26.03.2006   | 31.10.2010      |
| Лавриненко Людмила Григорівна | Сільський голова, 1969 року народження, освіта вища, член Народної партії | 31.10.2010   |                 |

Примітка: таблиця складена за даними сайту Верховної Ради України

### Депутати
За результатами місцевих виборів 2010 року депутатами ради стали:

#### За суб'єктами висування
| Суб'єкт висування           | Кількість обраних депутатів | %    |
| --------------------------- | --------------------------- | ---- |
| Самовисування               | 8                           | 66,7 |
| Партія регіонів             | 3                           | 25   |
| Комуністична партія України | 1                           | 8,3  |

#### За округами
| № округу                    | Прізвище, ім'я, по батькові     | Дата визнання обраним | Освіта  | Партійна приналежність            | Відомості про обраного депутата                 |
| --------------------------- | ------------------------------- | --------------------- | ------- | --------------------------------- | ----------------------------------------------- |
| Комуністична партія України |                                 |                       |         |                                   |                                                 |
| 5                           | Біндюкова Тетяна Григорівна     | 04.11.2010            | вища    | член Комуністичної партії України | Щаснівський будинок культури, художній керівник |
| Партія регіонів             |                                 |                       |         |                                   |                                                 |
| 3                           | Хомік Тетяна Борисівна          | 04.11.2010            | вища    | член Партії регіонів              | ТОВ"Земля і воля", обліковець                   |
| 4                           | Жигалюк Оксана Миколаївна       | 04.11.2010            | вища    | член Партії регіонів              | тимчасово не працює                             |
| 11                          | Костюк Алла Олександрівна       | 04.11.2010            | вища    | член Партії регіонів              | ТОВ «Земля і воля», бригадир                    |
| Самовисування               |                                 |                       |         |                                   |                                                 |
| 1                           | Грозенко Олександр Петрович     | 04.11.2010            | середня | позапартійний                     | ФГ «Нива», водій                                |
| 2                           | Точка Валентина Юріївна         | 04.11.2010            | вища    | позапартійна                      | Бобровицька центральна бібліотека, бібліотекар  |
| 6                           | Рубаха Ольга Олександрівна      | 04.11.2010            | середня | позапартійна                      | Щаснівський будинок культури, директор          |
| 7                           | Селянко Ольга Анатоліївна       | 04.11.2010            | вища    | позапартійна                      | Озерянська загальноосвітня школа, вчитель       |
| 8                           | Горбач Іван Опанасович          | 04.11.2010            | середня | позапартійний                     | ТОВ «Земля і воля», охоронець                   |
| 9                           | Сивоголовко Катерина Павлівна   | 04.11.2010            | середня | позапартійна                      | пенсіонер                                       |
| 10                          | Васильченко Анатолій Андрійович | 04.11.2010            | вища    | позапартійний                     | ТОВ «Земля і воля», інженер                     |
| 12                          | Марченко Ольга Миколаївна       | 04.11.2010            | вища    | позапартійна                      | пенсіонер                                       |